# 2013年亞齊地震
2013年亞齊地震發生於2013年7月2日上午7時37分2秒，震央位於印尼亞齊省省會班達亞齊東南188公里處，黎克特制6.2級，震源深度10.0公里，屬淺層地震。地震造成35人死亡，276人受伤。